# Червен кеклик
Червеният кеклик (Alectoris rufa) е вид птица от семейство Phasianidae.

## Разпространение и местообитание
Разпространен е в Андора, Германия, Испания, Италия, Португалия и Франция.

## Галерия
- В Шотландия
- Препарирани яйца
- Магазин за месо в Англия